# والریو پیوا
والریو پیوا (ایتالیایی: Valerio Piva؛ زادهٔ ۵ ژوئیهٔ ۱۹۵۸) دوچرخه‌سوار اهل ایتالیا است.